# Immanuel Barfod
Immanuel Barfod (født 16. juli 1820 i Lyngby, død 15. maj 1896 i Våbensted) var en dansk præst og genealog.
Han blev født i Lyngby, Aarhus Stift, hvor hans fader, Hans Peter Barfoed, da var præst og seminarieforstander; moderen hed Charlotte Christine født Guldberg. Barfod blev i 1838 student fra Vordingborg Skole og tog 1843 teologisk attestats.
Barfod er halvbror til folketingsmedlemmerne Peter Christian la Cour og Lauritz Ulrik la Cour som er sønner af Charlotte Christine Guldberg fra hendes første ægteskab med Jørgen la Cour.
Efter at have været huslærer i 1½ år hos justitsråd Benjamin Wolff på Engelholm blev han 1845 lærer ved Borgerskolen i Nykøbing Falster. Her samlede og udarbejdede han med overordentlig flid og nøjagtighed værket Den falsterske Gejstligheds Personalhistorie (som udkom 1849 og 1854 i 2 dele).
I 1851 blev han præst i Oversø ved Flensborg, hvorfra han 1854 forflyttedes som hovedpræst til Sørup i Angel. Efter i 10 år at have gjort udmærket fyldest i denne vanskelige stilling blev han 1864 afsat af den preussiske civiløvrighed. Samme år blev han præst i Herredskirke og Lille Løjtofte ved Nakskov, hvorfra han 1874 forflyttedes til Våbensted Sogn ved Sakskøbing. Barfod blev desuden i 1884 provst i Musse Herred.
Han blev i 1846 gift med Johanne Christiane Frederikke Thomsen.
Foruden ovennævnte præstehistorie har han udgivet enkelte andre genealogiske og personalhistoriske arbejder, der alle udmærker sig ved stor nøjagtighed. Han var bestyrelsesmedlem i Genealogisk Institut, hvor han var medvirkende til forbedringen af kirkebøgerne, og blev Ridder af Dannebrog 1888.
Han er begravet på Våbensted Kirkegård.